# Saxophone Colossus
Albums de Sonny Rollins
Tenor Madness
(1956) Rollins Plays for Bird
(1956)
Saxophone Colossus est l'un des albums du saxophoniste ténor Sonny Rollins les plus acclamés. Enregistré pour le label Prestige en juin 1956, il sort la même année et est largement considéré comme un chef-d'œuvre du milieu des années 1950 ainsi que l'un des plus grands albums jamais émis sur ce label. L'album a été récompensé d'une exceptionnelle « Couronne » par The Penguin Guide to Jazz.

## Titres
| N° | Titre                       | Compositeur                | Durée |
| -- | --------------------------- | -------------------------- | ----- |
| 1. | St. Thomas                  | Sonny Rollins              | 6:49  |
| 2. | You Don't Know What Love Is | Gene de Paul, Don Raye     | 6:31  |
| 3. | Strode Rode                 | Sonny Rollins              | 5:17  |
| 4. | Moritat                     | Kurt Weill, Bertolt Brecht | 10:06 |
| 5. | Blue Seven                  | Sonny Rollins              | 11:18 |

L'album est constitué de cinq morceaux, dont trois sont crédités à Sonny Rollins.

### St. Thomas
St. Thomas est un morceau inspiré par un calypso et tient son nom de Saint Thomas situé dans les îles Vierges. La musique est inspirée d'une chanson traditionnelle pour enfants et que lui chantait sa mère lorsqu'il était jeune
. Cette mélodie traditionnelle avait déjà été enregistrée par Randy Weston en 1955 sous le titre Fire Down There. Ce morceau est cependant depuis devenu un standard du jazz et c'est la version la plus célèbre enregistrée.
Le thème de St. Thomas est repris par Claude Nougaro pour la mélodie du morceau À tes seins sur l'album Petit Taureau (1967).

### You Don't Know What Love Is
You Don't Know What Love Is est une ballade bien connue de Don Raye et Gene de Paul qui a été interprété de façon sombre par Sonny Rollins. 

### Strode Rode
Strode Rode est un hard bop au rythme rapide, remarquable pour son motif staccato et pour le bref duo, plein d'entrain entre Sonny Rollins et Doug Watkins à la basse. Le nom du morceau provient de l'hôtel Strode à Chicago, un hommage au malchanceux trompettiste Freddie Webster qui y mourut.

### Moritat
La seconde face du disque d'origine est composée de deux morceaux supplémentaires, les deux en si bémol. Moritat est un autre grand standard, une musique provenant de la pièce de théâtre musicale L'Opéra de quat'sous écrite par Bertolt Brecht et Kurt Weill, mieux connue en anglais sous le nom Mack the Knife. Les notes explicatives de l'album soulignent que la pièce musicale de Brecht et Weill bénéficiait d'une grande popularité au moment de l'enregistrement. Cette version, plein de malice et d'appréhension, est probablement plus proche de l'intention initiale des auteurs que certaines versions plus frivoles enregistrées par d'autres musiciens. Sonny Rollins conclut le morceau en répétant la mélodie suivie d'une courte envolée, soutenu par la pédale de Watkins.

### Blue 7
Enfin, Blue 7 est un blues de plus de onze minutes. Sa mélodie principale, un peu discontinue, a été composée spontanément. L'interprétation de Sonny Rollins est parmi celles les plus acclamées, et a fait par ailleurs l'objet d'un article du compositeur et musicien américain Gunther Schuller intitulé Sonny Rollins and the challenge of thematic improvisation. Schuller félicite Sonny Rollins à propos de Blue 7 pour avoir développé un motif qui explore des thèmes mélodiques tout au long de ses trois solos, de façon à unifier le morceau, plutôt que d'être composé d'idées indépendantes. Rollins improvise en utilisant des idées et des variations à partir de la mélodie, laquelle est basée sur un triton et suggère fortement une bitonalité (la mélodie en elle-même est harmoniquement ambiguë, faisant penser à la fois aux tonalités de Bb et E). Le solo de Max Roach est également remarquable, il utilise un triplet rythmique qui est plus tard imité par Sonny Rollins, ce qui contribue encore une fois à donner au morceau une impression de cohérence.

## Enregistrement
La version originale du l'album est enregistrée lors d'une session le 22 juin 1956 par l'ingénieur du son Rudy van Gelder dans son studio situé à cette période à Hackensack (New Jersey). 
Une version remastérisée est sortie en 1999 sans ajout d'interprétation supplémentaire. Une autre version remastérisée, cette fois par Van Gelder, est sortie le 21 mars 2006. 

Le titre de l'album, Saxophone Colossus a été conçu par le directeur de la publicité du label Prestige, Bob Altshuler.
| Musicien       | Instrument      |  | Équipe technique |                  |
| -------------- | --------------- |  | ---------------- | ---------------- |
| Sonny Rollins  | saxophone ténor |  | Bob Weinstock    | Producteur       |
| Tommy Flanagan | piano           |  | Ira Gitler       | Liner notes      |
| Doug Watkins   | contrebasse     |  | Rudy Van Gelder  | Ingénieur du son |
| Max Roach      | batterie        |  | Tom Hannan       | Photographie     |